# EKKA
Die unter der Abkürzung EKKA bekannte Nationale und Soziale Befreiung (griechisch Εθνική και Κοινωνική Απελευθέρωσις, Ethniki kai Kinoniki Apeleftherosis) war eine Widerstandsorganisation gegen die deutsche Besetzung Griechenlands im Zweiten Weltkrieg.
Die republikanisch-sozialdemokratisch orientierte Organisation wurde im November 1942 von dem venizelistischen Oberst Dimitrios Psarros (Δημήτριος Ψαρρός) zusammen mit dem Politiker Georgios Kartalis gegründet. Militärischer Arm der Organisation war das 1943 gegründete Evzonen-Regiment 5/42.
Die Organisation hatte bis zu 1000 Kämpfer. Sie arbeitete teilweise mit der größeren antikommunistischen Widerstandsorganisation EDES zusammen, während das Verhältnis zur kommunistisch beeinflussten griechischen Volksbefreiungsarmee ELAS von Anfang an von Rivalität gekennzeichnet war. Die EKKA war im Wesentlichen in Mittelgriechenland in der Präfektur Fokida aktiv. Sie war auf britische Unterstützung angewiesen.
Die ELAS, die die alleinige Führung des Widerstands beanspruchte und behauptete, die EKKA kollaboriere mit dem Feind, versuchte bereits im Mai 1943 die EKKA zu entwaffnen. Auf Drängen der Briten fanden die Widerstandsorganisationen jedoch zu einer Übereinkunft, dem „Nationalen Banden-Abkommen“, in dem sie ein koordiniertes Vorgehen vorsahen. Jedoch griffen konzentrierte Kräfte der ELAS von 1400 Mann das Regiment 5/42 am 14. April 1944 beim Dorf Klima in deran. Die 450 Männer des Regiments 5/42 hielten ihre Stellung mehrere Tage, bis sie zum Rückzug gezwungen waren. Der größte Teil des Regiments blieb jedoch bei Oberst Psarros, der sich weigerte zu gehen. Psarros wurde gefangen genommen und getötet. Auch viele Männer der EKKA wurden gefangen genommen, meist gefoltert und getötet. Dies bedeutete das Ende der Organisation, auch wenn Kartalis im folgenden Monat noch als ihr Vertreter an der Libanon-Konferenz der Widerstandsgruppen und der Exilregierung teilnahm.